# الغريفة (المحويت)

تعديل مصدري - تعديل

الغريفة هي إحدى قرى عزلة بني الوليد بمديرية المحويت التابعة لمحافظة المحويت، بلغ تعداد سكانها 575 نسمة حسب تعداد اليمن لعام 2004.